# 巴松库尔
巴松库尔（法語：Bassoncourt，法語發音：[basɔ̃kuʁ]）是法国上马恩省的一个市镇，位于该省东部偏南，属于肖蒙区。

## 地理
巴松库尔（48°4'3"N, 5°33'35"E）面积6.49 平方千米，位于法国大東部大區上马恩省，该省份为法国东北部内陆省份，北起马恩省和默兹省，西接奥布省，西南接科多尔省，东南接上索恩省，东临孚日省。
与巴松库尔接壤的市镇（或旧市镇、城区）包括：瓦勒德默兹、巴西尼地区布勒瓦讷、舒瓦瑟尔、达耶库尔。

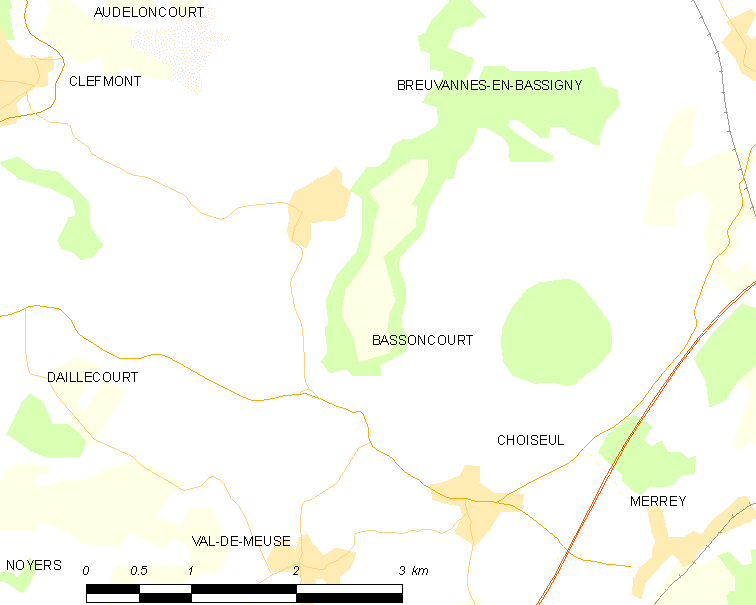
巴松库尔的OSM定位图

巴松库尔的时区为UTC+01:00、UTC+02:00（夏令时）。

## 行政
巴松库尔的邮政编码为52240，INSEE市镇编码为52038。

## 政治
巴松库尔所属的省级选区为普瓦松县。

## 人口

1962-2008年间巴松库尔人口变化图示

巴松库尔于2022年1月1日时的人口数量为63人。